# Molguloides vitrea
Molguloides vitrea är en sjöpungsart som först beskrevs av Sluiter 1904.  Molguloides vitrea ingår i släktet Molguloides och familjen kulsjöpungar. Inga underarter finns listade i Catalogue of Life.